# Кадома

Кадома́ (яп. 門真市, かどまし, МФА: [kadoma ɕi̥]?) — місто в Японії, в префектурі Осака.     Отримало статус міста 1963 року. Площа становить 12,28 км². Станом на 1 липня 2012 року населення складало 128 559  осіб, густота населення — 10 470 осіб/км².     

## Демографія
За даними перепису населення Японії, населення Кадома збільшувалось протягом 30х-70х років. Починаючи з 70-х воно потроху зменшувалось. Станом на 1 жовтня 2020 року населення складає 119 764 осіб, густота населення — 9 737 осіб/км².

## Історія
Кадома отримала статус міста 1 серпня 1963 року.

## Економіка
В місті розташована штаб-квартира корпорації «Панасонік», одного з провідних японських і світових виробників електроніки.